# Literatura czeska
Literatura czeska – literatura, która powstawała i powstaje na terenie historycznych Czech i jest pisana przez osoby, które tradycyjnie związane są z kulturą Czech. Literatura ta jest pisana nie tylko w języku czeskim, ale też w innych językach: po łacinie (np. Kronika Czechów Kosmasa z Pragi), niemiecku (np. Proces Franza Kafki), grecku, hebrajsku czy też rosyjsku. Od kiedy w XIX wieku Czesi zdefiniowali swoją narodowość jako związaną z językiem czeskim za przedstawicieli literatury uważa się przede wszystkim osoby piszące w tym języku. Do literatury czeskiej zaliczane są również dzieła tworzone poza terytorium Czech przez osoby posługujące się językiem czeskim.

## Średniowiecze (863–1310)
Początki literatury czeskiej sięgają czasów istnienia Państwa Wielkomorawskiego oraz prowadzonej przez misjonarzy słowiańszczyzny Św. Cyryla i Św. Metodego akcji chrystianizacyjnej. Z tego okresu pochodzą pierwsze dzieła spisane głagolicą w języku staro-cerkiewno-słowiańskim (język starosłowiański) wykorzystywane w liturgii. Od X wieku przeważa dominacja Kościoła rzymskokatolickiego. Z ostatniego ośrodka piśmiennictwa słowiańskiego, klasztoru w Sazawie, wypędzono mnichów słowiańskich w 1096 roku. Pierwsze pisma tworzone w języku łacińskim to przede wszystkim legendy i żywota świętych (Kronika Czechów Kosmasa z Pragi). Najstarsza ilustrowana księga czeska, zawierająca Żywot świętego Wacława, to Kodeks z Wolfenbüttel spisany przez Gumpolda, biskupa Mantui przed 1006 rokiem.
Pierwsze dzieła sakralne i świeckie spisane w języku staroczeskim pochodzą z XIII wieku. Do najważniejszych tekstów z tego okresu należy Kronika Dalimila (inna nazwa: Kronika tak zwanego Dalimila, cz. Dalimilova kronika; Kronika tak řečeného Dalimila; Kronika Boleslavská). Jest to pierwszy utwór historyczny, kronika, napisany w języku czeskim. Cały tekst został napisany wierszem przez nieznanego autora na początku XIV wieku. Kronika jest kompilacją informacji zawartych w starszych czeskich kronikach pisanych po łacinie oraz osobistych doświadczeń autora. Opisane w niej wydarzenia kończą się przed 1314, ale zazwyczaj jest publikowana wraz z zapisami późniejszych autorów przedstawiających wydarzenia do roku 1319.
Pierwsze tłumaczenie całej Biblii na język staroczeski (Biblia drezdeńska – Drážďanská bible) dokonano z łacińskiej Wulgaty około roku 1360.

## Husytyzm (1370–1433)
Od XV wieku znaczący wpływ na literaturę czeską odegrał ruch husycki. Zachowały się głównie traktaty teologiczne i pieśni. W okresie tym tworzyli: Jan Hus, Jan Milicz z Kromieryża, Tomasz ze Štitnego, Konrad Waldhauser, Maciej z Janowa, Jan ze Žatce, Jan Rokycana, Jakubek ze Stříbra, Mikołaj z Pelhřimova, Marcin Lupáč, Jan z Příbrami, Andrzej z Brodu, Wawrzyniec z Březové, Piotr z Mladoňovic, Bartoszek z Drahonic' Jan Čapek i Smil Flaska z Pardubic.

## Renesans (1433–1620)
Rozwój prasy oraz przenikanie idei humanizmu renesansowego przyczyniły się do rozwoju literatury. Okres ten nazwano złotym wiekiem literatury czeskiej, dzięki m.in. pierwszemu całościowemu tłumaczeniu Biblii przez Braci czeskich (Biblia kralicka 1579–1593). Jednak pierwszym pełnym drukowanym wydaniem Biblii w języku czeskim była Biblia praska (Pražská bible) opublikowana w Pradze w roku 1488 (po inkunabułach Biblii w językach: łacińskim 1455, niemieckim 1466, włoskim 1471 i katalońskim 1478).

### Okres polipański (1434–1471)
Do najważniejszych pisarzy i myślicieli tego okresu zaliczani są: Mikołaj z Pelhřimova i Piotr Chelczycki.

### Humanizm (1471–1520)
W okresie tym tworzyli:
- Autorzy piszący łaciną: Bohuslav Hasištejnský, Jan z Rabštejna, Grzegorz Gruby z Jelení i August Olomoucký.
- Twórcy piszący po czesku: Wiktor Kornel ze Všehrd, Hynek Podiebradowicz, Lukasz Praski, Jan Franta i Marcin Kabátník.

### Okres welesławiński (1520–1620)
Najważniejsi pisarze:
- Pisarze posługujący się łaciną: Jan starszy Hodějovský z Hodějova, Mateusz Collinus z Chotěřiny, David Crinitus z Hlavačova, Jan Campanus Vodňanský i Elżbieta Joanna Weston.
- Autorzy tworzący po czesku: Jan Blahoslav, Daniel Adam z Veleslavína, Mikuláš Dačický z Heslova, Václav Hájek, Šimon Lomnický.

## Barok (1620–1729)
Przegrana Czechów w bitwie na Białej Górze w 1620 roku rozpoczęła w państwie czasy kontrreformacji i terroru. W XVII i XVIII wieku w liturgii dominuje łacina, w pismach świeckich zauważalny jest wzrost znaczenia języka niemieckiego.

### Katoliccy autorzy

#### XVII wiek
Bohuslav Balbín, Tomáš Pešina z Čechorodu, Jan Kořínek, Adam Michna, Bedřich Bridel, Václav Jan Rosa, Felix Kadlinský, Matěj Václav Šteyer, Václav František Kocmánek, Jiřík Hlohovský, Václav Karel Holan Rovenský i Jan Florián Hammerschmidt.

#### XVIII wiek
Jan František Beckovský, Antonín Koniáš, Antonín Frozín, Jan Josef Božan, Bohumír Josef Hynek Bilovský, Ondřej František de Waldt, Daniel Nitsch.

### Niekatoliccy autorzy
Jan Ámos Komenský, Pavel Stránský ze Stránky u Zap, Pavel Skála ze Zhoře, Jerzy Trzanowski, Jan Liberda i Jiří Sarganek.
Największą postacią literatury czeskiej siedemnastego wieku był niewątpliwie Jan Ámos Komenský (1592-1670). Ten duchowny, biskup Kościoła Czeskobraterskiego znany jest poza granicami swojego kraju głównie jako wybitny pedagog, był on jednak człowiekiem renesansu, przywódcą religijnym, uczonym, słownikarzem, pisarzem i tłumaczem. Jego największym dziełem literackim jest opowieść alegoryczna Labirynt świata i raj serca (Labyrint světa a ráj srdce, 1631). Utwór ten przypomina trochę Boską komedię Dantego, a przede wszystkim Wędrówkę pielgrzyma Johna Bunyana. Przewodnikami autora po mieście symbolizującym cały świat - jak Wergilusz w Piekle u Dantego - są Všezvěd Všudybud i Mámení. Komenský przez długie lata przebywał na emigracji w polskim Lesznie, był jednak zmuszony do opuszczenia Rzeczypospolitej na skutek represji, jakie dotknęły czeskich ewangelików po szwedzkim potopie. Udał się wtedy na zachód, by znaleźć schronienie w protestanckim Amsterdamie. Ważnym dla Polaków faktem jest to, że Komenský przełożył na język czeski pieśń Jana Kochanowskiego Czego chcesz od nas, Panie, za twe hojne dary i włączył ją do swojego ewangelickiego kancjonału.

## Nowoczesna literatura Czech (1729–1848)

### Oświecenie (1729–1773)
Najważniejsi przedstawiciele okresu: Jan Václav Pohl, Josef Bonaventura Pitter, Jan Zeberer, Gelasius Dobner.

### Odrodzenie narodowe (1773–1848)
Czeskie odrodzenie narodowe przypadające na koniec XVIII wieku przyczyniło się do odrodzenia języka czeskiego w literaturze. Reforma przeprowadzona przez językoznawców i pisarzy okresu walki z germanizacją umożliwia powstanie czeskiego języka naukowego. Tłumaczono dzieła obcojęzyczne oraz tworzono rodzime dzieł i traktaty naukowe. Swoje pisma naukowe wydawali również reformatorzy języka czeskiego. Przedstawicielami okresu są: Josef Dobrovsky, Jan Jeník z Bratřic, Josef Jungmann, František Ladislav Čelakovský, František Jaromír Rubeš, František Palacký, Marie Ebnerova z Eschenbachu, František Martin Pelcl, Václav Hanka, Václav Matěj Kramerius, Josef Linda, Antonín Marek, Milota Zdirad Polák, Karel Ignác Thám, Václav Thám, Prokop František Šedivý, Antonín Josef Zíma, Matěj Kopecký, Antonín Jaroslav Puchmayer, František Jan Vavák, Božena Němcová, Josef Kajetán Tyl, Karel Havlíček Borovský, František Matouš Klácel i Václav Kliment Klicpera.

## Okres różnych stylów literackich (1848–1914)
W drugiej połowie XIX wieku w literaturze czeskiej dominowały prądy: romantyzm, realizm i naturalizm. Do połowy następnego wieku rozkwit przeżywała również poezja, dominującym prądem literackim był modernizm.

### Biedermeier
Autorzy tworzący w tym stylu: Karel Jaromír Erben i Božena Němcová.

### Romantyzm
Przedstawiciele okresu: Josef Kajetán Tyl, Karel Hynek Mácha, Václav Kliment Klicpera, Josef Jaroslav Langer, Karel Jaromír Erben, Josef Václav Frič, Karel Sabina, Boleslav Jablonský, Václav Bolemír Nebeský i František Jaromír Rubeš.

### Realizm
Najważniejsi pisarze: Karel Havlíček Borovský, Božena Němcová, Antal Stašek, Zikmund Winter, Ignát Herrmann, Karel Václav Rais, Josef Holeček, Teréza Nováková, Jindřich Šimon Baar, Karel Klostermann, Hubert Gordon Schauer, Ladislav Stroupežnický, Gabriela Preissová, Alois Jirásek i Emanuel Bozděch.

### Naturalizm
Przedstawiciele: Karel Matěj Čapek-Chod, Josef Karel Šlejhar, Vilém Mrštík i Alois Mrštík.

### Style mieszane

#### Majowcy
Autorzy czerpiący z twórczości Karela Hynka Máchy. Nazwa zaczerpnięta z tytułu utworu Máchy Máj. Do grupy należeli: Vítězslav Hálek, Jan Neruda, Adolf Heyduk, Karolina Světlá, Rudolf Mayer, Václav Šolc, Josef Barák, Jakub Arbes i Sofie Podlipská.

#### Ruchowcy
Grupa literacka związana i wydająca dzieła w almanachu Ruch: Eliška Krásnohorská, Alois Jirásek, Svatopluk Čech, Václav Beneš Třebízský, Rudolf Pokorný i Ladislav Quis.

#### Lumirowcy
Pisarze związani z czasopismem Lumír. Główni przedstawiciele: Josef Václav Sládek, Jaroslav Vrchlický i Julius Zeyer.

### Modernizm
Przedstawiciele stylu: Stanislav Kostka Neumann, Jiří Karásek, Fráňa Šrámek, Antonín Sova, Karel Hlaváček, Vilém Mrštík, Jiří Mahen, Marie Pujmanová, Rudolf Těsnohlídek, Růžena Svobodová, Viktor Dyk, Otokar Březina, Jiří Wolker, Jaroslav Seifert, Vítězslav Nezval, Karel Teige, František Halas, Vilém Závada, Vladimír Holan, Vladislav Vančura, Lev Blatný, Čestmír Jeřábek, Vítězslav Makovský, František Gellner i Jindřich Štyrský.

## Literatura okresu międzywojennego (1914–1945)
Najważniejszym prądem w literaturze czeskiej okresu międzywojennego był poetyzm, będący rodzimą syntezą europejskich prądów awangardowych. Monografię poetyzmu opracował Jacek Baluch. Epoka ta była czasem dynamicznego rozwoju zarówno poezji, jak i prozy. Najwybitniejszym przedstawicielem poetyzmu był Vitězslav Nezval autor manifestu nowego kierunku Papuga na motocyklu i zbiorów Pantomima, Cudowny czarodziej, Edison i Wiersze nocy. 
Autorzy tworzący w tym czasie: Franz Kafka, Vladislav Vančura, Bohuslav Reynek, Jakub Deml, Hermann Grab, František Halas, Vladimír Holan, Jiří Wolker, Franz Werfel, Karel Čapek, Josef Čapek, Jiří Mahen, Jan Zahradníček, Egon Hostovský, Ferdinand Peroutka, Jaroslav Seifert, Jiří Orten, Paul Leppin, Josef Váchal, Hermann Ungar, Jaroslav Hašek, Jan Čep, Egon Erwin Kisch, Gustav Leutelt, Jaroslav Durych.

## Literatura okresu powojennego (1945–1989)
Najważniejsi twórcy: Jan Zábrana, Bohumil Hrabal, Egon Bondy, Viola Fischerová, Josef Jedlička, Libuše Moníková, Jiří Kratochvil, Milan Kundera, Václav Havel, Josef Škvorecký, Ludvík Vaculík, Jirí Gruša, Ota Pavel, Miroslav Holub, Karel Michal, Jan Křesadlo, Ivan Klíma, Jan Skácel, Jaroslav Foglar, Vladimír Páral, Ota Filip, Jiří Šotola, Oldřich Vyhlídal.

## Literatura współczesna (po 1990 roku)
Współcześnie widoczne są w literaturze trendy postmodernistyczne. Do autorów literatury współczesnej zaliczani są: Michal Ajvaz, Jan Balabán, Pavel Brycz, Radka Denemarková, Sylva Fischerová, Emil Hakl, Jan Novák, Tomáš Přidal, Sylvie Richterová, Jaroslav Rudiš, Přemysl Rut, Michal Šanda, Filip Topol, Jáchym Topol, Jaroslav Velinský, Michal Viewegh, Petra Hůlová.